# Daniel Szelągowski
Daniel Szelągowski (ur. 2 września 2002 roku w Kielcach) – polski piłkarz, występujący na pozycji pomocnika. Od 2021 reprezentant Polski U-21.

## Kariera Klubowa
W latach 2011–2018 Szelągowski był zawodnikiem juniorów Korony Kielce, której jest wychowankiem. Po 7 latach gry na juniorskim szczeblu przeszedł on do seniorskiej drużyny „złocisto-krwistych”. W seniorskim zespole zadebiutował 18 maja 2019 roku w przegranym 0:3 meczu z Górnikiem Zabrze. Pierwszą bramkę w barwach Korony strzelił 11 lipca 2020 roku przeciwko Wiśle Kraków w zremisowanym 1:1 meczu 35. kolejki Ekstraklasy. W międzyczasie kontynuował grę w juniorskiej drużynie Korony Kielce w ramach rozgrywek CLJ, gdzie m.in. wygrał mistrzostwo Centralnej Ligi Juniorów starszych w barwach juniorów Korony Kielce.
Po spadku Korony Kielce do I ligi, Szelągowski przeniósł się do Rakowa Częstochowa. 22 listopada strzelił pierwszą bramkę w Rakowie po indywidualnej akcji w doliczonym czasie gry, która ustaliła wynik spotkania z Lechem Poznań na 3:3. W sezonie 2020/2021 Szelągowski wygrał z Rakowem Częstochowa Puchar Polski, oraz wicemistrzostwo w Ekstraklasie.
W sezonie 2022/2023 wystąpił w Rakowie w czterech meczach, by 3 stycznia 2023 zostać wypożyczonym na pół roku do Chojniczanki Chojnice. W tymże sezonie został mistrzem Polski z Rakowem.

## Statystyki
Aktualne na 16 grudnia 2021
| Klub              | Sezon        | Liga         | Liga  | Liga | Puchar krajowy | Puchar krajowy | Europa | Europa | Razem | Razem |
| Klub              | Sezon        | Rozgrywki    | Mecze | Gole | Mecze          | Gole           | Mecze  | Gole   | Mecze | Gole  |
| ----------------- | ------------ | ------------ | ----- | ---- | -------------- | -------------- | ------ | ------ | ----- | ----- |
| Korona Kielce     | 2018/2019    | Ekstraklasa  | 1     | 0    | –              | –              | –      | –      | 1     | 0     |
| Korona Kielce     | 2019/2020    | Ekstraklasa  | 5     | 3    | –              | –              | –      | –      | 5     | 3     |
| Korona Kielce     | 2020/2021    | I liga       | 1     | 0    | 1              | 0              | –      | –      | 2     | 0     |
| Korona Kielce     | Razem        | Razem        | 7     | 3    | 1              | 0              | -–     | -–     | 8     | 3     |
| Raków Częstochowa | 2020/2021    | Ekstraklasa  | 16    | 1    | 5              | 0              | –      | –      | 21    | 1     |
| Raków Częstochowa | 2021/2022    | Ekstraklasa  | 13    | 0    | 3              | 0              | 6      | 0      | 22    | 0     |
| Raków Częstochowa | Razem        | Razem        | 29    | 1    | 8              | 0              | 6      | 0      | 43    | 1     |
| Cała kariera      | Cała kariera | Cała kariera | 36    | 4    | 9              | 0              | 6      | 0      | 51    | 4     |

## Sukcesy

### Klubowe

#### Raków Częstochowa
- Mistrzostwo Polskiː 2022/2023[9]
- Puchar Polskiː 2020/2021, 2021/2022[9]
- Wicemistrzostwo Polskiː 2020/2021, 2021/2022[9]
- Superpuchar Polski: 2021[9]